# Кондратьєв Андрій Васильович
Кондратьєв Андрій Васильович- Полковник сумський, землевласник.

## Біографія
Народився в сім'ї Василя Кондратьєва, землевласника, онука Герасима Кондратьєва. Коли Андрій був малий його батько помер і його спадок успадкувала його мати та він сам. 
Коли він став повнолітнім він  почав займатися розширенням володінь і таким чином по кар'єрній драбині. З 1740-го року А.В.Кондратьєв працює сумським полковим суддею, а, з 1744-го по 1748-й рік займає посаду Сумського полковника. Скоріше всього відсторонений через свою жадібність.
У 1759-му році А.В.Кондратьєв залишає своєму сину, теж Андрію, 25 душ кріпаків у Самотоївці та 10 - в навколишніх хуторах. По всьому ж Сумському слобідському полку у А.В.Кондратьєва нараховувалось на цей час 3088 "душ подданых малороссиян". Станом на 1719-й рік у володіннях Кондратьєвих було близько 123 000 десятин (десятина - 1,0925 га) землі в самому тільки Сумському повіті.
Неймовірне багатство виникло через підприємливість Андрія. Будучи ще полковим суддею він почав добуток сірки, яку використовували для виготовлення пороху. Його видобуток був настільки масштабним і прибутковим, що з Москви прийшов наказ вести всю добуту сірку в Москву. Але на цьому Андрія не зупинився. Він почав скуплять в усіх мілких землевласників землі. Таким чином він зміг стати найбільшим землевласником в усій губернії.

## Джерело
- https://ru.rodovid.org/wk/Запись:714171

| Емблема Збройних сил України | Це незавершена стаття про військового чи військову Збройних сил України. Ви можете допомогти проєкту, виправивши або дописавши її. |